# Children of Mana
Children of Mana, известная в Японии как Seiken Densetsu DS: Children of Mana, (яп. 聖剣伝説DS CHILDREN of MANA, «Легенда о святом мече: Дети маны») — японская компьютерная игра в жанре ролевой боевик, разработанная студией Nex Entertainment для портативного устройства Nintendo DS и выпущенная в 2006 году компанией Square Enix. Издательство для Северной Америки и PAL-региона осуществила компания Nintendo. Представляет собой спин-офф серии Mana и первую игру, вышедшую под эгидой World of Mana.

## Геймплей
Основная часть игрового процесса состоит в обследовании множественных подземелий, там герои ищут сокровища, сражаются с монстрами и в конце лабиринта побеждают босса, как это бывает в большинстве игр данного жанра. Подземелья часто состоят из нескольких этажей, на каждом игрок должен найти предмет под названием Gleamdrop и отнести его к колонне Gleamwell — только так открывается доступ к боссу и достигается прохождение локации. Происходящее отображается на верхнем экране NDS, тогда как нижний используется для размещения интерфейса и карты местности. В игре присутствует мультиплеер с поддержкой до четырёх игроков.

## Сюжет
В основе сюжета лежит великая катастрофа, состоявшаяся за несколько лет до момента начала игры у подножья огромного Дерева маны. Многие погибли, многие остались сиротами, но отважные мальчик с девочкой с помощью Меча маны смогли спасти мир от этого ужасного катаклизма. В настоящем времени другие персонажи пытаются выяснить обстоятельства того происшествия, готовые на всё ради того, чтобы разгадать тайну.

## Разработка
Разработкой руководил бессменный создатель серии, геймдизайнер Коити Исии, иллюстрации выполнили художники Нао Икэда и Рёма Ито.

### Саундтрек
Музыку для саундтрека написали композиторы Кэндзи Ито, Масахару Ивата и Такаюки Аихара. В создании мультипликации принимала также участие японская анимационная студия Production I.G.

### Анонс игры
Анонс игры состоялся в 2004 году, годом позже на выставке Electronic Entertainment Expo был показан первый трейлер.

## Отзывы и продажи
| Сводный рейтинг    | Сводный рейтинг                                                          |
| Агрегатор          | Оценка                                                                   |
| ------------------ | ------------------------------------------------------------------------ |
| GameRankings       | 67,73 %                                                                  |
| Metacritic         | 65/100 (34 reviews)                                                      |
| Иноязычные издания |                                                                          |
| Издание            | Оценка                                                                   |
| 1UP.com            | 60/100                                                                   |
| Eurogamer          | 6/10                                                                     |
| Famitsu            | 36/40                                                                    |
| GamePro            | 4,0/5                                                                    |
| GameSpot           | 58/100                                                                   |
| GamesRadar+        | 3 из 5 звёзд · 3 из 5 звёзд · 3 из 5 звёзд · 3 из 5 звёзд · 3 из 5 звёзд |
| IGN                | 8,0/10                                                                   |
| RPGFan             | 75 %                                                                     |

За первые три дня после японского релиза Seiken Densetsu DS: Children of Mana была продана в количестве 103 тысячи экземпляров, по состоянию на ноябрь 2008 года продажи в этом регионе составили 281 тысяч копий. Японский журнал Famitsu присвоил игре 36 баллов из 40 возможных. На западе Children of Mana удостоилась смешанных отзывов, нередко отрицательных. Например, журнал Nintendo Power назвал её скучной и дал всего лишь 6,5 баллов из 10, с критикой к игре отнеслись обозреватели GameSpot и GameSpy.